# Komsilga (Mané)
Pour les articles homonymes, voir Komsilga.
Komsilga est une localité située dans le département de Mané de la province du Sanmatenga dans la région Centre-Nord au Burkina Faso.

## Géographie
Komsilga est situé à 5 km à l'ouest de Tanzéongo, à environ 22 km au nord-ouest de Mané, le chef-lieu du département, et à 60 km à l'ouest de Kaya, la capitale régionale. Le village est à 4 km à l'est de la route nationale 22 reliant Kongoussi à Ouagadougou.

## Éducation et santé
Le centre de soins le plus proche de Komsilga est le centre de santé et de promotion sociale (CSPS) de Tanzéongo tandis que le centre hospitalier régional (CHR) se trouve à Kaya.